# Garganta De Obarra
Garganta De Obarra este o arie protejată (arie specială de conservare — SAC, sit de importanță comunitară — SCI) din Spania întinsă pe o suprafață de 735,68 ha, integral pe uscat.

## Localizare
Centrul sitului Garganta De Obarra este situat la coordonatele 42°25′08″N 0°37′35″E / 42.419°N 0.626417°E.

## Înființare
Situl Garganta De Obarra a fost declarat sit de importanță comunitară în ianuarie 1997 pentru a proteja 2 specii de animale. Situl a fost protejat și ca arie specială de conservare în februarie 2021.

## Biodiversitate
Situată în ecoregiunea alpină, aria protejată conține 8 habitate naturale: Păduri de fag Asperulo-Fagetum, Grohotișuri termofile și vest-mediteraneene, Formațiuni stabile xerotermofile de Buxus sempervirens pe pante stâncoase (Berberidion p.p.), Păduri montane și subalpine de Pinus uncinata (* dezvoltate pe substrat gipsos sau calcaros), Pante stâncoase calcaroase cu vegetație casmofită, Păduri de fag acidofile atlantice, cu subarboret de Ilex și, uneori, de asemenea, Taxus, la nivelul arbuștilor (Quercion robori-petraeae sau Ilici-Fagenion), Păduri de Quercus ilex și Quercus rotundifolia, Păduri pe pante, grohotișuri și ravene de Tilio-Acerion.
La baza desemnării sitului se află mai multe specii protejate de  mamifere (2): liliac cârn (Barbastella barbastellus), vidră de râu (Lutra lutra).
Pe lângă speciile protejate, pe teritoriul sitului au mai fost identificate 11 specii de plante, 22 de specii de păsări, 2 specii de amfibieni, 5 specii de mamifere, 1 specie de pești, 1 specie de reptile.